# Michael Martin (Fotograf)

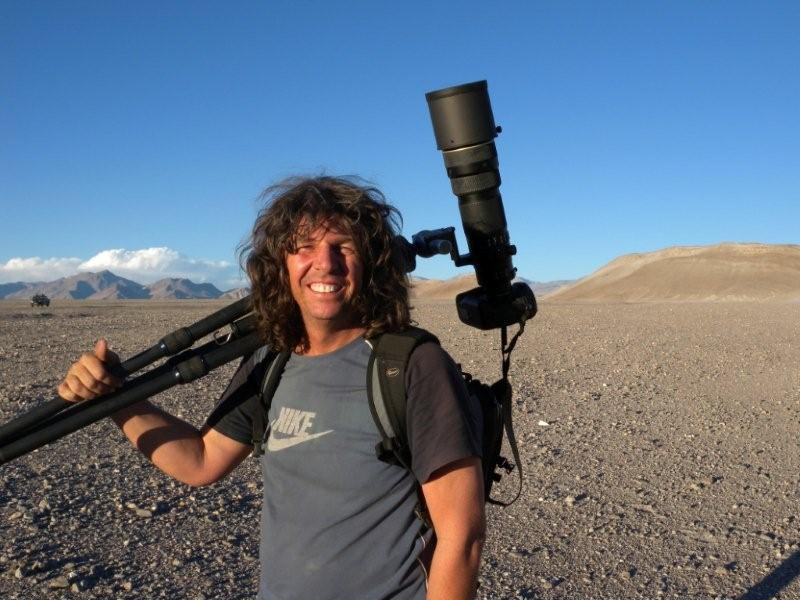
Michael Martin mit seiner Kamera in Argentinien, 2009

Michael Martin (* 14. Juli 1963 in München) ist ein deutscher Fotograf und Autor.

## Laufbahn
Michael Martin verbrachte seine Kindheit und Jugend in Gersthofen bei Augsburg. Er studierte Geographie, Völkerkunde und Politikwissenschaft in München und ist Diplom-Geograph.
Innerhalb von drei Jahrzehnten unternahm er über achtzig Reisen in die Wüsten Afrikas, veröffentlichte hierzu 15 Bildbände und hielt über 1700 Diavorträge im gesamten deutschsprachigen Raum. Er ist Vorstand der Gesellschaft für Bild und Vortrag e. V. (GBV), eines Berufsverbandes für Diareferenten, dessen Ziel es ist, das Medium Diavortrag und die Zusammenarbeit zwischen den Referenten und Veranstaltern zu fördern.
1999 fasste Michael Martin den Entschluss, die Wüsten der Erde zu seinem Thema zu machen. Innerhalb von fünf Jahren durchquerte er gemeinsam mit seiner damaligen Lebensgefährtin Elke Wallner alle Wüsten der Erde – auf allen Kontinenten und in nahezu fünfzig Ländern.
Zu den Höhepunkten seiner Tätigkeit als Wüstenfotograf und Referent zählen seine Auftritte vor der Royal Geographical Society, die ihm im Juni 2005 den Cherry Kearton Award verliehen hat, sowie sein Vortrag bei der UN-Klimakonferenz im Dezember 2005. Er ist Unterstützer der UNO-Flüchtlingshilfe. Für Spiegel Online berichtet er seit 2010 regelmäßig in Wort und Bild von seinen Reisen.
Sein Buch Planet Wüste wurde 2016 als Wissensbuch des Jahres ausgezeichnet.
Michael Martin lebt in Pasing und Markdorf und hat zwei erwachsene Kinder.

## Ausstellungen
- 2010 anlässlich des Welttages der Desertifikationsbekämpfung: Mali. Wind, Sand und Menschen im Zoologischen Forschungsmuseum Alexander Koenig (Bonn)

## Veröffentlichungen
- Sahara. Anacon-Verlag, München 1990, ISBN 3-928112-00-7
- mit Ilija Trojanow (Text): Naturwunder Ostafrika. Durch Kenia, Tansania, Uganda und Ruanda. Mit Auto, Bus, Bahn, Boot, Motorrad, Mountainbike, Kamel und zu Fuss. Frederking & Thaler, München 1994, ISBN 3-89405-327-5
- Fotografien zu Léopold Sédar Senghor: Sterne auf der Nacht deiner Haut. Hammer, Wuppertal 1994, ISBN 3-87294-631-5
- Bilder aus Afrika. KaJo-Verlag, Hannover 1994, ISBN 3-925544-18-6; Stürtz, Würzburg 1996, ISBN 3-8003-0796-0
- Namibia. Umschau, Frankfurt 1995, ISBN 3-524-67067-9
- mit Daniela Schetar (Text): Nil. Abenteuer und Mythos Afrika. Rosenheimer, Rosenheim 1996, ISBN 3-475-52838-X
- mit Hartmut Krinitz: Die perfekte Diaschau. Augustus-Verlag, Augsburg 1997, ISBN 3-8043-5103-4
- mit Daniela Schetar (Text): Südliches Afrika. Unterwegs in Namibia, Botswana und Südafrika. Rosenheimer, Rosenheim 1997, ISBN 3-475-52881-9
- Die Wüsten Afrikas. Frederking & Thaler, München 1998, ISBN 3-89405-382-8; ebd. 2007, ISBN 3-89405-543-X
- mit Andreas Altmann (Text): Unterwegs in Afrika. Frederking & Thaler, München 2002, ISBN 3-89405-604-5
- Die Wüsten der Erde. Mit einem Vorwort von Michael Asher. Frederking & Thaler, München 2004, ISBN 3-89405-435-2
  - Geradewegs ins Zentrum des Nichts, Rezension von Freddy Langer in der Frankfurter Allgemeinen Zeitung, 7. Oktober 2004
- Die Wüsten der Erde. 365 Tage. Mit einem Vorwort von Hama Arba Diallo. Frederking & Thaler, München 2006, ISBN 3-89405-663-0
  - Der Wüstenfuchs (Memento vom 15. Oktober 2007 im Internet Archive), Präsentation von Andrea Rolfes im ZDF-Mittagsmagazin, 6. Juni 2006
- 30 Jahre Abenteuer. Frederking & Thaler, München 2009, ISBN 978-3-89405-702-2
  - Michael Martin: Abenteurer aus Leidenschaft, Bildstrecke in der Zeit, 29. Oktober 2009
- Planet Wüste. Knesebeck, München 2015, ISBN 978-3-86873-709-7[3]
- Die Welt im Sucher. Abenteuer eines Fotografen. Knesebeck, München 2021, ISBN 978-3-95728-539-3
- Terra. Gesichter der Erde. Knesebeck, München 2022, ISBN 978-3-95728-337-5

## Filme
- Die Wüsten der Erde. Film von Michael Martin und Elke Wallner, 2002.
- Michael Martin – Abenteuer Wüste. Film von Viktor Stauder in 5 Teilen, ZDF / ARTE, 2012.[4]
- Planet Wüste. Film von Michael Martin und Yair Magall, 2013.
- Gesichter der Erde, Fernsehreihe in 9 Teilen auf Servus TV, 2021

## Auszeichnungen (Auswahl)
- 2013: International Gregory Award in Gold
- 2015: ITB BuchAward, Preis der Jury für das Lebenswerk
- 2015: International Gregory Award in Silber
- 2016: ITB BuchAward, Sonderpreis des ITB Managements
- 2016: Wissensbuch des Jahres für »Planet Wüste«
- 2017: International Gregory Award in Gold